# Butchered at Birth
Butchered at Birth (рус. Забит при рождении) — второй студийный альбом американской брутальной дэт-метал-группы Cannibal Corpse, выпущенный 1 июля 1991 года лейблом Metal Blade Records.

## Предыстория и запись
Участники Cannibal Corpse начали писать новый материал сразу после выхода своего дебютного альбома Eaten Back to Life. Во втором альбоме Cannibal Corpse стремились создать более тяжёлое звучание и ещё более жуткие образы, чем в дебютном альбоме. Группа писала и репетировала альбом в больнице для неизлечимо больных, которую они превратили в репетиционную базу .
В это время группа репетировала по 4 часа пять дней в неделю. Процесс написания инструментальной части альбома был совместным. Гитарист Джек Оуэн вспоминал, что «все писали тонны всякой ерунды», а вокалист Крис Барнс сказал, что группа «писала по песне каждые две недели». Барабанщик Пол Мазуркевич сказал, что «мы месяцами пытались стать самой брутальной группой на земле». Он утверждает, что написал вступительный рифф в «Gutted».
После записи Eaten Back to Life в студии Morrisound Recording в Тампе группа стала частью растущей там дэт-метал-сцены и впоследствии часто приезжала в город. Дух соперничества на сцене побуждал группу выпускать альбомы в быстром темпе, и Butchered at Birth был записан за две недели. Продюсер Скотт Бёрнс, которого уважали на дэт-метал-сцене Флориды, помог группе улучшить звучание их дебютного альбома, чтобы добиться ещё более диссонирующих и гортанных звуковых текстур. Бёрнс отметил, что для вокала Барнса, который, по его мнению, «звучал тяжело сам по себе», потребовалось очень мало обработки.
В это время участники группы уволились с основной работы и бросили учёбу в колледже.

## Композиция и стиль
Альбом представляет собой переход группы к «чистому дэт-металу» от трэша, на котором был основан их дебютный альбом. Эта оценка была единодушно принята музыкальными журналистами и самими участниками группы. Гитарист-основатель Джек Оуэн считает, что Butchered at Birth демонстрирует наибольшую эволюцию группы между альбомами. Сейчас считается, что эта музыка звучит в стиле «классический дэт-метал».
Стиль альбома был назван «одномерным» и «грубым по краям». Оуэн ретроспективно описал структуру песен альбома как «просто рифф за риффом», в которых «нет особого смысла». По словам басиста Алекса Уэбстера, «мы были убеждены, что чем более неортодоксальна музыка, тем менее она популярна. В том, что касается аранжировок, быть нестандартным было тяжелее». Помимо крайне грубого написания песен, Butchered также известен своими «резкими, едва настроенными гитарами» и «белым шумом, похожим на пчелиный улей». По словам Зика Феррингтона из Gear Gods, «там так много усиления и высоких частот, что вы больше не можете различить отдельные ноты. Гитарные партии сливаются в эти неопределённые, меняющиеся волны тревожных частот <…> это на самом деле усиливает отвратительную жестокость альбома». «Хрюкающий» вокал Криса Барнса по большей части неразборчив.

## Концепция и темы
В текстах альбома затрагиваются мрачные темы, такие как расчленение, пытки, детоубийство и садомазохизм. Тексты альбома были написаны Барнсом в одиночку. Он стремился создать самый первый концептуальный альбом в стиле дэт-метал и заявил, что центральной темой альбома является «мясничество». Он объяснил: «Начало вступления завершает его. Если читать наоборот, то получается „feed off the carcasses of babies“ (рус. „питаться трупами младенцев“). В разных песнях я показываю себя с разных точек зрения. <…> Альбом довольно наглядный, в нём всё есть. Вам не нужно задавать никаких вопросов. Вот как я пишу. Я придумываю название и пишу небольшую историю». Тексты песен альбома были названы «одними из самых жутких текстов, которые дэт-метал мог предложить».
Использование Cannibal Corpse шокирующего эффекта привело к сравнениям с группой GWAR. Алекс Хендерсон из AllMusic оценил альбом Butchered... как «скорее пародию на дэт-метал и грайндкор», назвав его «музыкальным эквивалентом второсортных фильмов ужасов».

## Художественное оформление
На печально известной обложке альбома Butchered… изображён «злой доктор-зомби, вытаскивающий мёртвого ребёнка из мёртвой женщины». Она была создана давним соавтором Винсом Локком и часто считается одной из самых жутких обложек альбомов всех времён. Президент Metal Blade Records Брайан Слэйджел назвал её одной из лучших обложек альбомов, которые он когда-либо видел. Бывший вокалист Крис Барнс утверждает, что у него «челюсть отвисла» при первом взгляде на обложку альбома. Нынешний вокалист Джордж Фишер вспоминает: «Я увидел эту обложку и подумал: „О боже, чёрт возьми! Это должно было разозлить кого-то“. <…> Одно дело, когда в твоих альбомах умирают люди, но когда ты начинаешь издеваться над детьми, люди начинают злиться». Гитарист Боб Русей сказал: «Когда ты смотришь на неё, лежащую на столе, и её рука соскальзывает с кости, это задевает тебя».

## Выпуск и продвижение
«В 1991 году мы отправились в Европу с альбомом Butchered at Birth и увидели, как здорово реагируют на нас люди по другую сторону океана. Мы подумали: „Ого, все эти люди знают, кто мы такие!“. На этих концертах нас посещало по 200–300 человек за вечер, что было очень здорово для группы, у которой вышло всего два альбома. Это стало большим сюрпризом».
Во время тура в поддержку альбома Butchered at Birth между участниками группы возникли разногласия. По словам Уэбстера, Барнс впервые самостоятельно организовывал тур, и не было ясности в том, как будут распределяться финансы. В это время группа в частном порядке распалась и разделилась на два лагеря. Оуэн утверждал, что был «в центре» этой ситуации. Мазуркевич и Уэбстер переехали в квартиру всего в четырёх домах от репетиционной базы группы и сочинили музыку для «Hammer Smashed Face», чтобы выплеснуть своё недовольство Барнсом.
В 1992 году группа гастролировала с Obituary, Malevolent Creation и Agnostic Front. Во время этого тура Cannibal Corpse и Malevolent Creation делили один гастрольный автобус, и в последнем из них играл будущий гитарист Cannibal Corpse Роб Барретт. По словам Барретта, «мы были как одна большая семья, и я почти уверен, что именно поэтому мне предложили присоединиться к ним в следующем году».

### Споры и цензура
В Германии Федеральное агентство по защите детей и молодёжи (нем. Bundeszentrale für Kinder- und Jugendmedienschutz, сокр. BzKJ) в октябре 1991 года проиндексировало альбом в немецких СМИ, что означает, что Butchered… может предлагаться только взрослым и должен исчезнуть с музыкальных прилавок. В 1994 году копии альбома были конфискованы судами и больше не могут продаваться взрослым.
23 октября 1996 года в Австралии была запрещена продажа любых доступных на тот момент аудиозаписей Cannibal Corpse. В то время Австралийская ассоциация звукозаписывающих компаний (ARIA) и Австралийская ассоциация музыкальных магазинов внедряли систему выявления потенциально оскорбительных записей, известную как «кодекс маркировки». Позже в период с 2006 по 2007 годы все релизы группы были классифицированы ARIA и разрешены к продаже в Австралии. Однако все они «ограничены» и продаются только лицам старше 18 лет. Некоторые альбомы продаются в «цензурированных» и «нецензурированных» изданиях, что означает изменение обложки. После обсуждения вопроса о запрете на гастроли австралийская комедийная группа The Chaser исполнила лаунж-версию песни «Rancid Amputation» в шоу The Chaser's War on Everything, утверждая, что возможность исполнить ту же песню в стиле лаунж на телевидении доказывает, что проблема в музыке, а не в тексте.

## Отзывы критиков
| Оценки критиков                  | Оценки критиков |
| Источник                         | Оценка          |
| -------------------------------- | --------------- |
| AllMusic                         | [ 36 ]          |
| Collector's Guide to Heavy Metal | 6/10            |
| Kerrang!                         | [ 38 ]          |
| MusicHound Rock                  | [ 39 ]          |

Алекс Хендерсон из AllMusic написал: «Рокеры одномерны, но, опять же, они никогда и не утверждали, что являются кем-то другим. Очевидной целью этой группы было создать музыкальный эквивалент фильма ужасов категории В, и на этом уровне альбом невероятно успешен».

### Влияние
По мнению журнала Exclaim!, альбом «окутан противоречиями», а барабанщик Cannibal Corpse Пол Мазуркевич считает его «самым скандальным на сегодняшний день». Сообщается, что некоторые музыкальные магазины отказывались продавать альбом покупателям младше 18 лет. По словам президента Metal Blade Records Брайана Слэйджела, «в 1980-х мы уже сталкивались с подобными спорами, так что в этом не было ничего нового. <…> Мне даже нравится, что люди были шокированы всем этим».
Карл Сандерс из Nile вспоминал, что, когда альбом только вышел, люди удивлялись вокалу Барнса: «Как человеческий голос может так звучать?».

## Список композиций
Все тексты написаны Крисом Барнсом, вся музыка написана группой Cannibal Corpse.
| №                   | Название                                 | Длительность |
| ------------------- | ---------------------------------------- | ------------ |
| 1.                  | «Meat Hook Sodomy»                       | 5:46         |
| 2.                  | «Gutted»                                 | 3:15         |
| 3.                  | «Living Dissection»                      | 4:00         |
| 4.                  | «Under the Rotted Flesh»                 | 5:04         |
| 5.                  | «Covered with Sores»                     | 3:17         |
| 6.                  | «Vomit the Soul» (при уч. Глена Бентона) | 4:30         |
| 7.                  | «Butchered at Birth»                     | 2:45         |
| 8.                  | «Rancid Amputation»                      | 3:16         |
| 9.                  | «Innards Decay»                          | 4:38         |
| Общая длительность: | Общая длительность:                      | 36:28        |

| №                   | Название                    | Длительность |
| ------------------- | --------------------------- | ------------ |
| 10.                 | «Covered with Sores (Live)» | 3:59         |
| Общая длительность: | Общая длительность:         | 40:34        |

## Участники записи
| Cannibal Corpse - Крис Барнс — вокал, лирика - Боб Русэй — гитара - Джек Оуэн — гитара - Алекс Уэбстер — бас-гитара - Пол Мазуркевич — ударные Приглашённые музыканты - Глен Бентон — бэк-вокал (в песне «Vomit the Soul») | Производственный персонал - Скотт Бёрнс — продюсер, звукоинженер - Эдди Шрайер — мастеринг Художественно оформление - Винс Локк — оформление обложки - Джо Джирон — фотограф |